# Hejőbába-Hejőpapi megállóhely
Hejőbába-Hejőpapi megállóhely egy Borsod-Abaúj-Zemplén vármegyei megállóhely Hejőbába közigazgatási területén. A MÁV üzemelteti. A személyszállítás szünetel.

## Áthaladó vasútvonalak
A megállóhelyet a következő vasútvonalak érintik:
- Mezőcsát–Hejőkeresztúr-vasútvonal

## Kapcsolódó állomások
A megállóhelyhez az alábbi állomások vannak a legközelebb:
- Igrici megállóhely (Mezőcsát vasútállomás, Mezőcsát–Hejőkeresztúr-vasútvonal)
- Hejőszalonta megállóhely (Hejőkeresztúr vasútállomás, Mezőcsát–Hejőkeresztúr-vasútvonal)

## Forgalom
A megállóhelyen és a rajta áthaladó vasútvonal egy szakaszán a személyszállítás 2007. március 4-e óta szünetel.
Bővebben: 2007-es magyarországi vasútbezárások

## Megközelítése
A megállóhely Hejőbábától mintegy másfél kilométerre, nyugatra helyezkedik el, közúti elérését egy 100 méternél is rövidebb önkormányzati út teszi lehetővé.